# بخش سیندودورگ
بخش سیندودورگ (به انگلیسی: Sindhudurg district) یک منطقهٔ مسکونی در هند است که در بخش کنکان واقع شده‌است. بخش سیندودورگ ۵٬۲۰۷ کیلومتر مربع مساحت و ۸۴۹٬۶۵۱ نفر جمعیت دارد.